# Achillesaurus
Achillesaurus (pojmenování podle „Achillovy paty“, neboť na patě kostry byly objeveny diagnostické znaky tohoto druhu) byl rod dravého (teropodního) dinosaura z čeledi Alvarezsauridae. Žil v období svrchní křídy (stupeň santon) na území dnešní Argentiny (souvrství Bajo de la Carpa v Rio Negro). Achillesaurus byl poměrně velký, bazální alvarezsaurid, současník samotného rodu Alvarezsaurus.
Popis je založen na materiálu s označením MACN-PV-RN 1116, jedná se o nekompletní kostru. Přesnější fylogenetické zařazení tohoto alvarezsaurida není vzhledem k nekompletnosti materiálu zatím možné. Achillesaurus dosahoval délky asi 1,4 metru a hmotnosti kolem 10 kilogramů.